# La Sierrita, Santiago Papasquiaro
La Sierrita är en ort i Mexiko.   Den ligger i kommunen Santiago Papasquiaro och delstaten Durango, i den centrala delen av landet, 1 000 km nordväst om huvudstaden Mexico City. La Sierrita ligger 1 373 meter över havet och antalet invånare är 120.
Terrängen runt La Sierrita är bergig västerut, men österut är den kuperad. Runt La Sierrita är det mycket glesbefolkat, med 6 invånare per kvadratkilometer. Närmaste större samhälle är La Nueva Rosita, 17,7 km väster om La Sierrita. I omgivningarna runt La Sierrita växer huvudsakligen savannskog.